# پل دورفلینگر
پل دورفلینگر (انگلیسی: Paul Dörflinger; ۲۳ ژانویهٔ ۱۹۵۵ – ۴ مهٔ ۱۹۸۲) بازیکن فوتبال اهل آلمان بود.
از باشگاه‌هایی که در آن بازی کرده‌است می‌توان به باشگاه فوتبال هرتابرلین، باشگاه فوتبال دویسبورگ، و باشگاه فوتبال فرایبورگ اشاره کرد.